# 行商

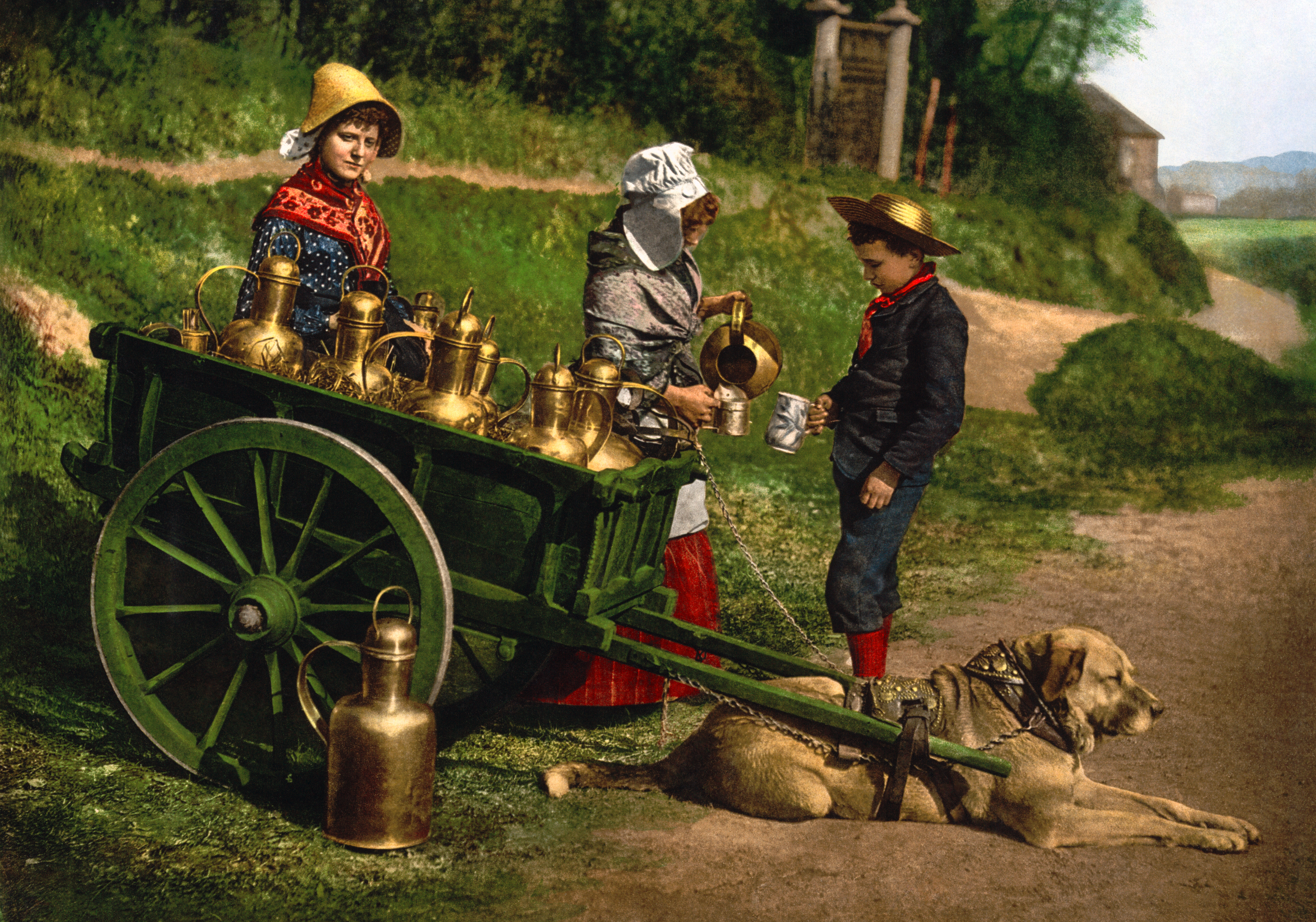
リアカーで牛乳を売り歩く行商人
ベルギー・1890-1900年頃

行商（ぎょうしょう、peddler）は、特定の店舗を持たず商品を顧客がいるところへ運び販売をする小売業（サービス業）のこと。

## 概説
行商は、商業の起源ともいえるものであり、常設店舗による商品販売が一般化するまでは、商業とは行商そのものを指し、古代から地域間で行商人による物資の交易が行われてきた。地域間で交易が行われた典型的な商品として「塩」があり、世界各地で沿岸部から内陸部へと塩の行商が行われ、塩の道といわれる交易路が残されている。

交易の頻度が増え、目的地の都市化が進むと、行商人が集まった市が開かれるようになり、市に出店する露天商、複数の地域を回る旅商人としての行商人も生まれる。やがて、交易の拠点としての店舗を構える者が現れ、店舗による商品販売が始まると、行商は店舗販売の対比的概念となり、特定の場所に店舗を構えた上で各地を回る定住商人、特定の場所に定住せずに各地を回る遍歴商人と細分化されるようになる。

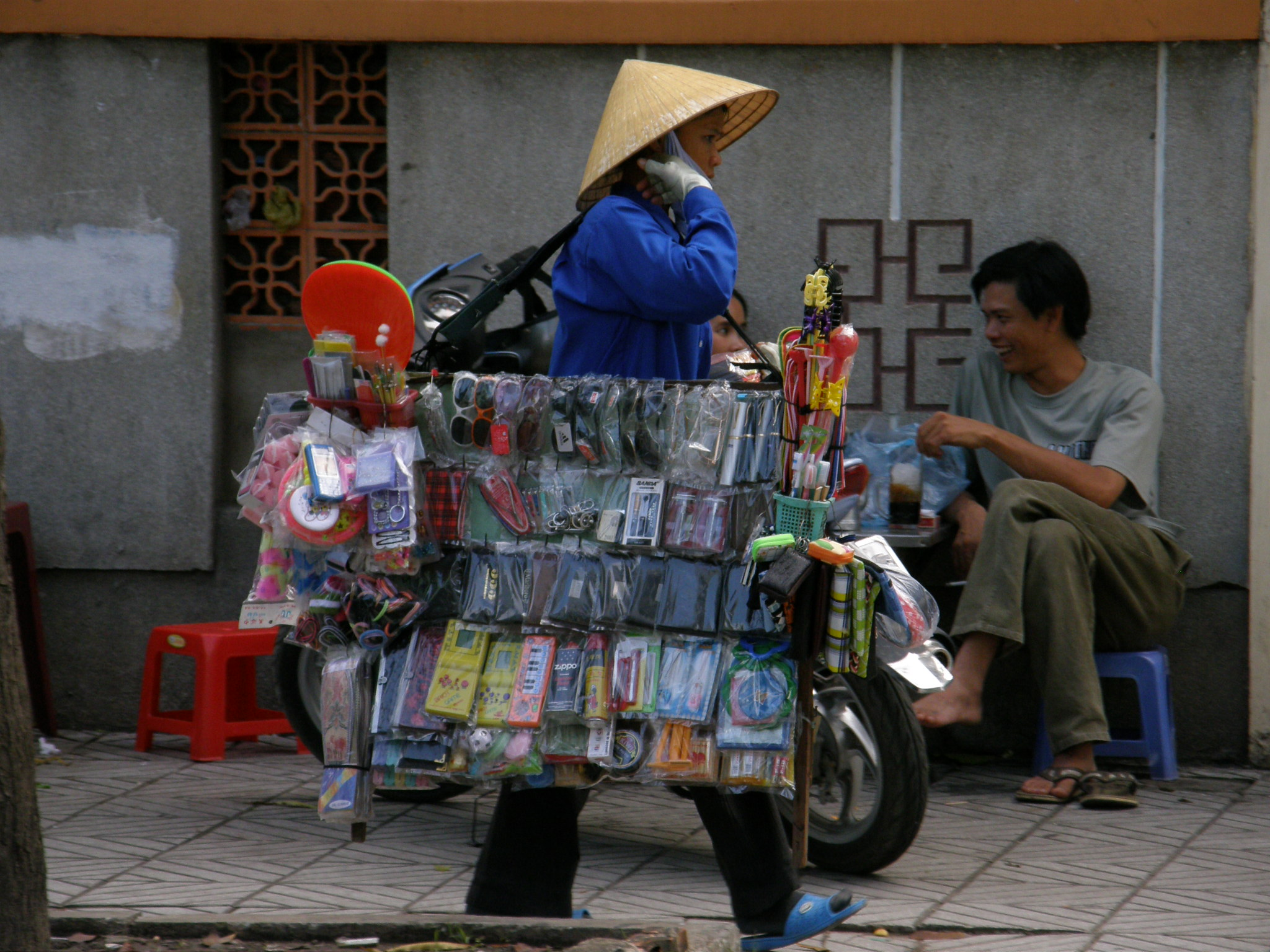
現代でもごく一般的に東南アジアの国々では多く見かける、肩にかけた棒に商品を下げて売り歩く行商人（ベトナム・ホーチミン）

また、都市の発展とともに都市内部で都市住民向けの移動販売・訪問販売としての行商、都市とその近隣農村や漁村間といった比較的近距離での行商も発展し、広範囲を回る遠距離型行商と区別されるようになる。前者は生業的な行商として時代が下っても世界各地に残り、後者は組織化され貿易商社・流通業ともいえる存在になっていく。後者の事例として、古くはシルクロード貿易、近代でも麻織物の行商から貿易商社にまで成長した伊藤忠商事などがある。
比較的小規模、生業的な行商についても時代が下るとともに商品の運搬方法は人力、大八車・リヤカー、自転車、自動車と変わっていき、鉄道網が発達した日本では行商人のための行商専用列車が存在した。
店舗を持たない行商という商業形態は参入障壁が低く、現代においても人口・需要が希薄な地域への商品流通手段として優位性が残るため、スーパーマーケットが撤退した地域での移動スーパーの運営等、フードデザート問題への解決策として用いられることがある。

## 日本

### 古代から中世
日本の行商の起源は定かではないが、日本書紀に欽明紀のものとして、山城から伊勢まで行商する商人の記載があることから、遅くとも6世紀頃には珍しいものではなくなっており、以降、今昔物語にも行商を行う商人が記述されている。
奈良時代から平安時代には、朝廷や有力氏族によって畿内と畿外を結ぶ大規模な交易が行われると同時に、平城京や平安京の住民に農産物の行商を行う農民、京の中で開かれる市で生計を立てる者も現れるようになる。この頃までは、行商と市が商業の中心であったとされる。
時代が下り、畿外の都市も発展していくと、国内の通商路、海運も確立していき、鎌倉時代末期には各地に交易の拠点となる店舗を構える商人も増え、京以外でも城下町商業、行商人を相手とする商業（卸売）も生まれていく。京や城下町内では、住民を対象とした庶民の生業としての行商も活気を増し、室町時代に作成された三十二番職人歌合には、糖粽売、地黄煎売、鳥売、材木売、竹売のような「物売」（ものうり）、女性の行商人である菜売、桂女、大原女、白川女らの「販女」（ひさぎめ）が描かれている。

### 近世から近代

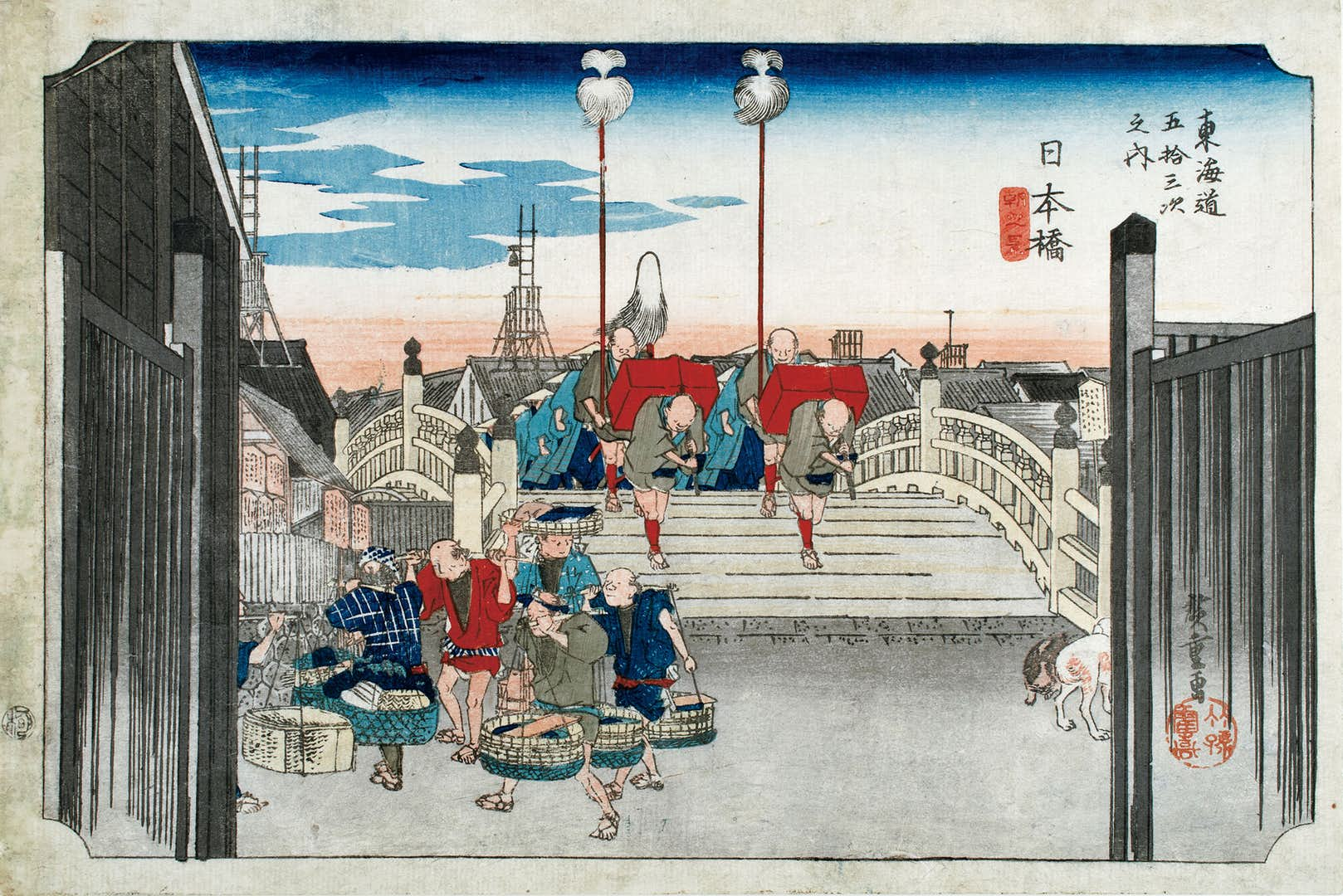
『日本橋』歌川広重の版画（左下に魚売りなどが見える）

江戸幕府の成立、参勤交代の開始を機に街道の整備、宿場町の形成が進んだことにより、中世以前に比べて行商の旅も容易となり、富山の売薬のような全国に販売網を持つ行商も現れる。
都市住民向けの振売・棒手売といった行商が扱う商品のバリエーションを増し、天保から嘉永の頃の商人が記した守貞謾稿には、三都（江戸・大阪・京）の生業として、天秤棒を担いだ鮮魚売りや菜売りといった食材の販売のほか、人形売りやシャボン玉売りといった子供向けの振売がいたことが記述されている。江戸の人通りの多い往来や広小路では、寿司や天ぷらの屋台を構える行商も多かった。
農村では四木三草をはじめとする商品作物の栽培も広まり、農間余業・作間稼で製造された工芸品が都市部に行商で運ばれたほか、山村から漁村へ麻、漁村から農村へ魚肥といった農山漁村間での行商も盛んになっていく。
明治維新以降は、鉄道網の発達とともに行商の範囲も拡大、行商列車といわれるほど行商人が乗車する路線もあった。行商人自らが鉄道を利用するだけではなく、駅の利用者を販売相手とする弁当売りや新聞売りといった行商も現れる。
また、大正末期には、自転車でリヤカーを牽引する運搬方法が確立、昭和初期には、行商には自転車かリヤカーがなければ不利であると評されるほどに普及する。この頃を境に、天秤棒を担いだ棒手売といった伝統的な形態の行商は少なくなっていく。
明治から昭和初期の行商を出発点とする企業は少なくなく、いなげやのように大八車での行商からスーパーマーケットに発展したものもあれば、麻織物の行商から始まり貿易商社にまで発展した伊藤忠商事のような例もある。

### 現代
太平洋戦争後の1945年から1950年は行商の最盛期ともいわれ、農山漁村から物資が不足する都市部への鉄道を利用した行商が盛んに行われたが、戦後復興を経て国内の流通が正常化、輸送インフラが整備されるにつれて減少していく。野菜や魚介類のように鮮度が求められる商品については、行商専用列車の運行も続いたが、2013年3月には京成電鉄のなっぱ列車、2020年3月には近畿日本鉄道の鮮魚列車も廃止（専用の列車はなくなったが行商専用車を一般列車に連結）される。
鉄道を利用した行商は減る一方、1960年代以降は自動車を利用した行商が現れ、農家や漁業者の直接販売、副業的な移動販売は各地で行われており、2022年にはダイハツ、2024年にはスズキが移動販売に特化した軽トラックの販売・リースを新たに開始している。
また、2010年代以降、フードデザート、買い物弱者問題が顕在化すると、その解決策の一つとして軽トラックや商用バンを改造した移動スーパーマーケットを展開する企業も増え、現代の行商とも例えられている。
現代の日本では、2009年策定の日本職業分類、2022年改定の厚生労働省編職業分類において、店舗以外の場所で商品を携行して販売する小売業を指して行商といい、訪問販売・移動販売の一種に位置付けられている。